# Ernest Vidal i Martínez
Ernest Vidal i Martínez   (1914 - 1996) fou un pilot de motociclisme català. Membre del Reial Moto Club de Catalunya, pilotà entre altres motocicletes Norton, BMW i Gilera. Entre 1933 i 1946 fou 9 vegades campió d'Espanya de velocitat en 350cc, 500cc, superiors a 500cc i força lliure.
Disputà vint curses a Montjuïc, amb cinc victòries i tretze podis -la qual cosa el situa com el tercer millor pilot del circuit- entre les quals destaquen els triomfs al Campionat de Catalunya de motociclisme (1934), el Campionat d'Espanya de velocitat (1946) i el Gran Premi Montjuïc (1950), així com les segones posicions al I Gran Premi Penya Motorista Barcelona (1948) i al Gran Premi Internacional de Barcelona (1946).

## Resultats al Mundial de motociclisme[3]
| Any  | Categoria | Moto   | Curses | Victòries | Podi | Pole | Fast lap | Punts | Posició |
| ---- | --------- | ------ | ------ | --------- | ---- | ---- | -------- | ----- | ------- |
| 1951 | 500cc     | Norton | 1      | 0         | 0    | 0    | 0        | 1     | 22è     |